# Ourthe-Vesdre-Amblève
La région d’Ourthe-Vesdre-Amblève appelée aussi Pays d'Ourthe-Vesdre-Amblève est une région du centre et du sud de la province de Liège (Belgique) correspondant à une partie des vallées de l'Ourthe, de la Vesdre et de l'Amblève.

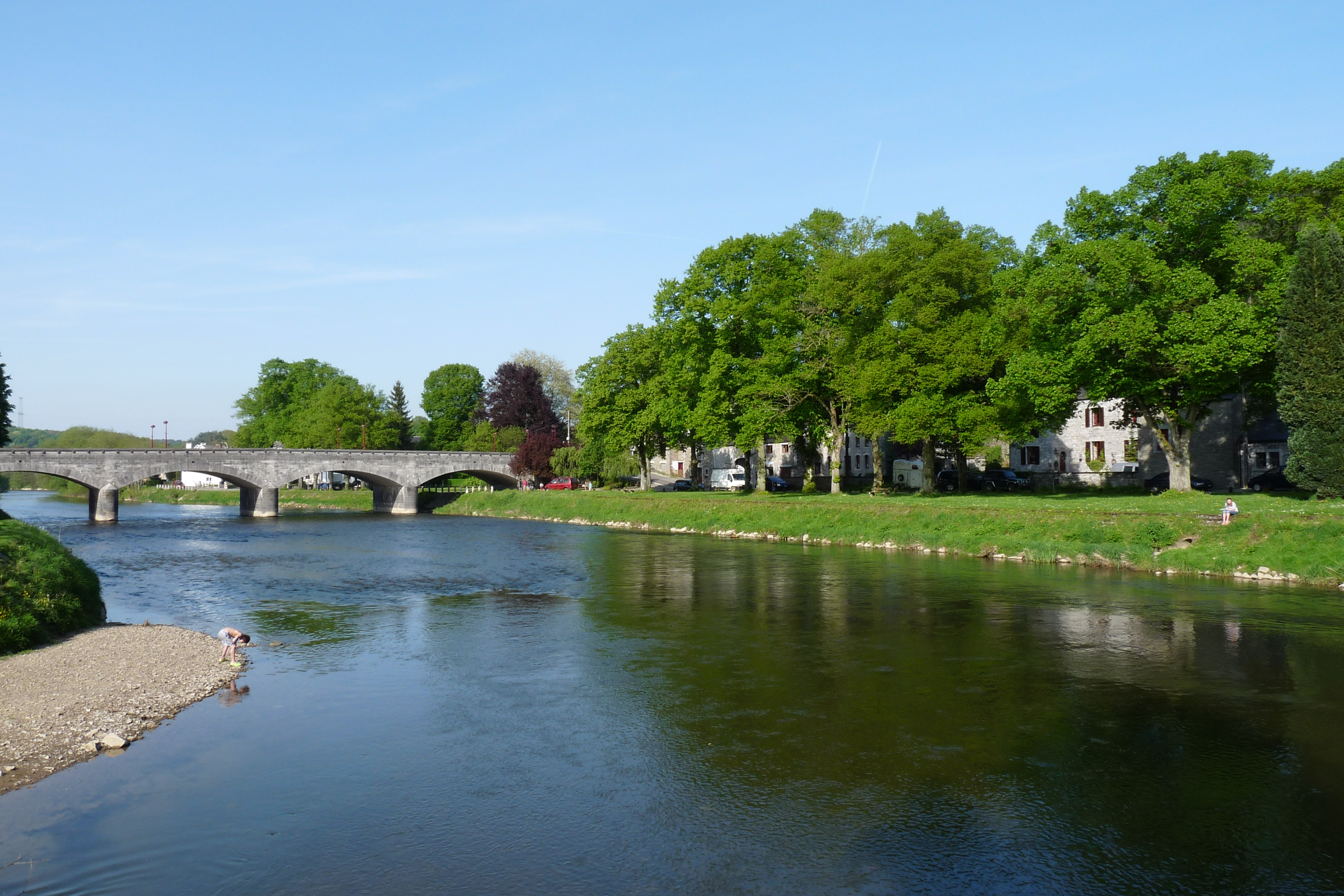
L'Ourthe à Hamoir.

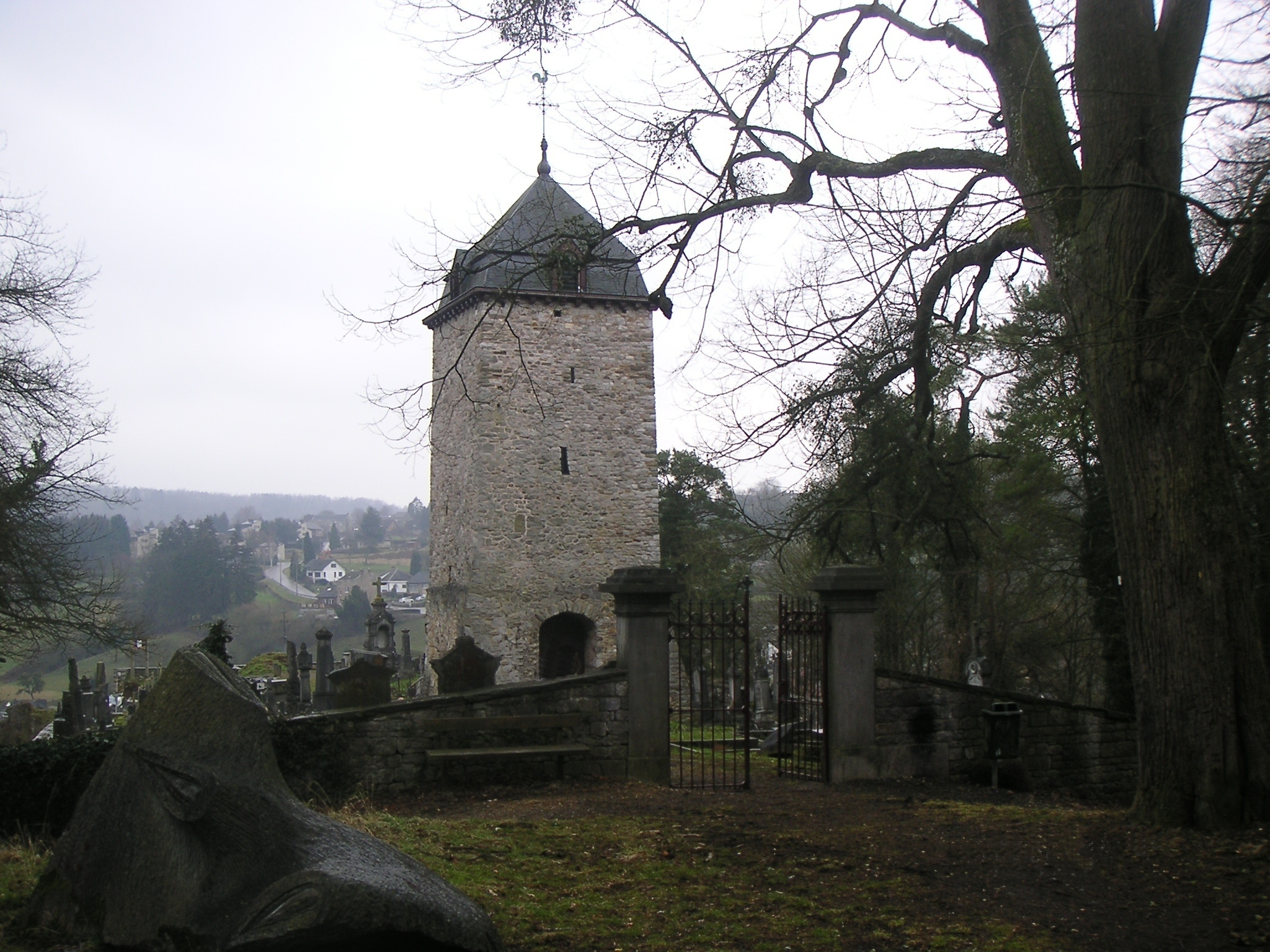
Tour Saint-Martin à Comblain-au-Pont.

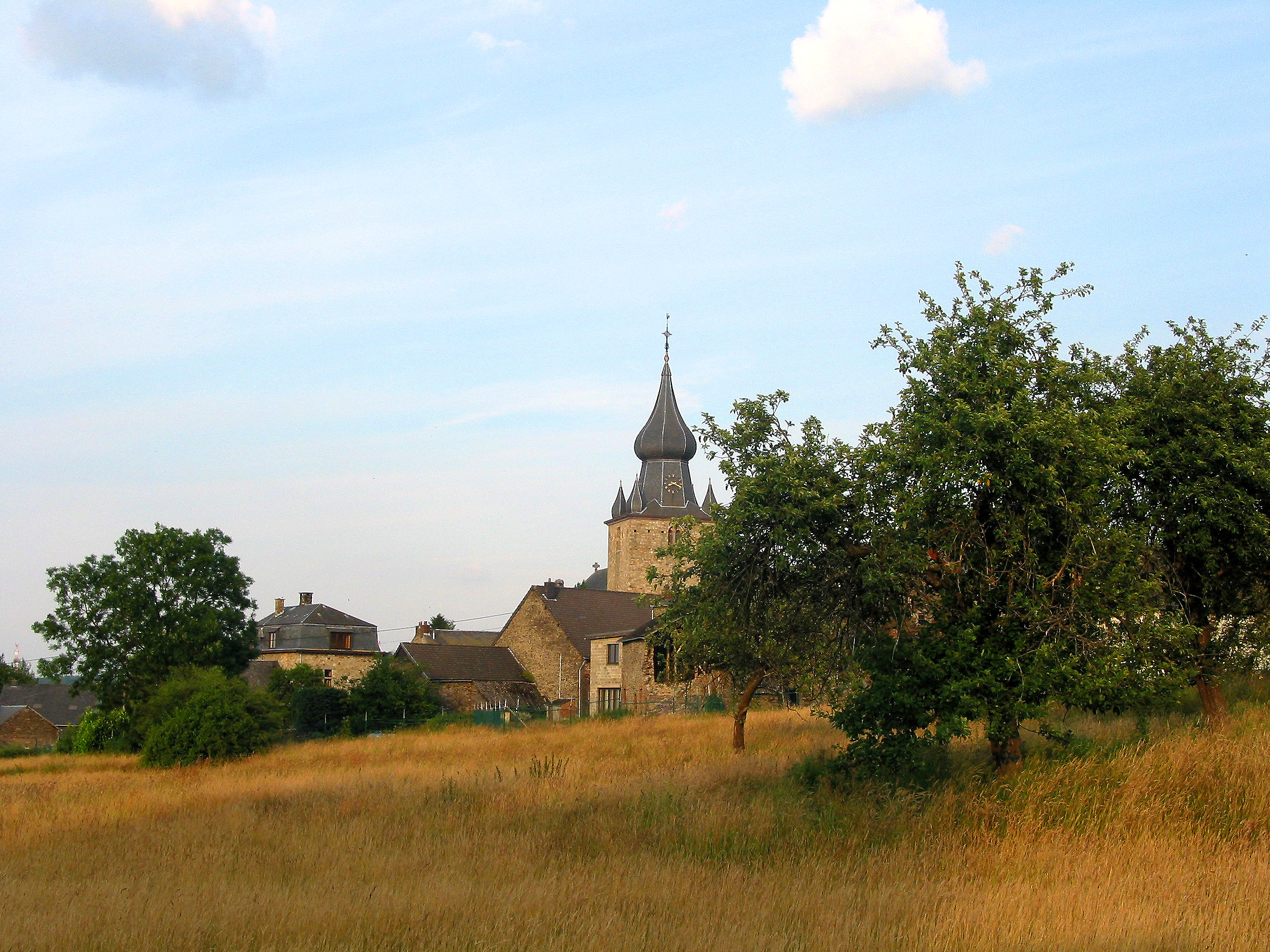
Église de Lierneux.

## Situation et description
La maison du tourisme du Pays d'Ourthe-Vesdre-Amblève regroupe les communes d'Anthisnes, Aywaille, Chaudfontaine, Clavier, Comblain-au-Pont, Esneux, Ferrières, Hamoir, Lierneux, Ouffet, Sprimont, Stoumont et Trooz. Le siège de la maison de tourisme se situe à Remouchamps dans la commune d'Aywaille. 
Du nord au sud, le Pays d'Ourthe-Vesdre-Amblève est constitué des régions naturelles du Condroz, de la Famenne, de la Calestienne et de l'Ardenne. Ces régions ont été profondément creusées par les vallées de l'Ourthe et de l'Amblève mais aussi par leurs affluents comme le Néblon, la Lembrée, le Ninglinspo ou la Lienne.
En traversant le Pays d'Ourthe-Vesdre-Amblève, la bande calcaire de la Calestienne a formé plusieurs phénomènes karstiques comme les grottes de Remouchamps, le vallon des Chantoirs et la ligne des chantoirs allant d'Aywaille à Ferrières. Au sud de la région, le plateau ardennais étend ses magnifiques paysages forestiers principalement sur les communes de Stoumont et Lierneux.

## Activités sportives et traditions
La région invite le visiteur à de nombreuses distractions sportives comme la randonnée (sentiers de grande randonnée GR 15, GR 57, GR 571, GR 576, RAVeL 5 et de nombreuses marches organisées chaque week-end) , le cyclisme sur route (côtes de Liège-Bastogne-Liège comme la Redoute ou la côte de Tilff), le VTT à travers bois et campagnes, l'alpinisme, la spéléologie, la baignade ou le kayak sur l'Ourthe et l'Amblève.
Le carnaval de Tilff et ses Porais, les grands feux, la légende de la Gatte d'or au château-fort de Logne sont autant de traditions ancrées au cœur de la région.
La fête du vin à Ferrières, le festival les Anthinoises à Anthisnes, les Beach Days à Esneux, la fête du fromage belge à Harzé, les fêtes médiévales de Remouchamps et My, plusieurs brocantes, des marchés hebdomadaires et de Noël sont organisés dans la région.

## Économie
L'agriculture (principalement dans le Condroz), l'élevage, l'exploitation des carrières de calcaire (pierre bleue) et de grès, l'exploitation forestière (en Ardenne) ainsi que le tourisme constituent les principales ressources économiques de la région.
La région d'Ourthe-Vesdre-Amblève est traversée du nord au sud par l'autoroute E25 qui relie Liège à Luxembourg. Des parcs d'activités économiques ont été créés aux sorties 45 (Sprimont), 47 (Harzé) et 48 (Werbomont) de cette autoroute. La région est aussi desservie par le chemin de fer (lignes Liège-Gouvy et Liège-Jemelle).

## À visiter

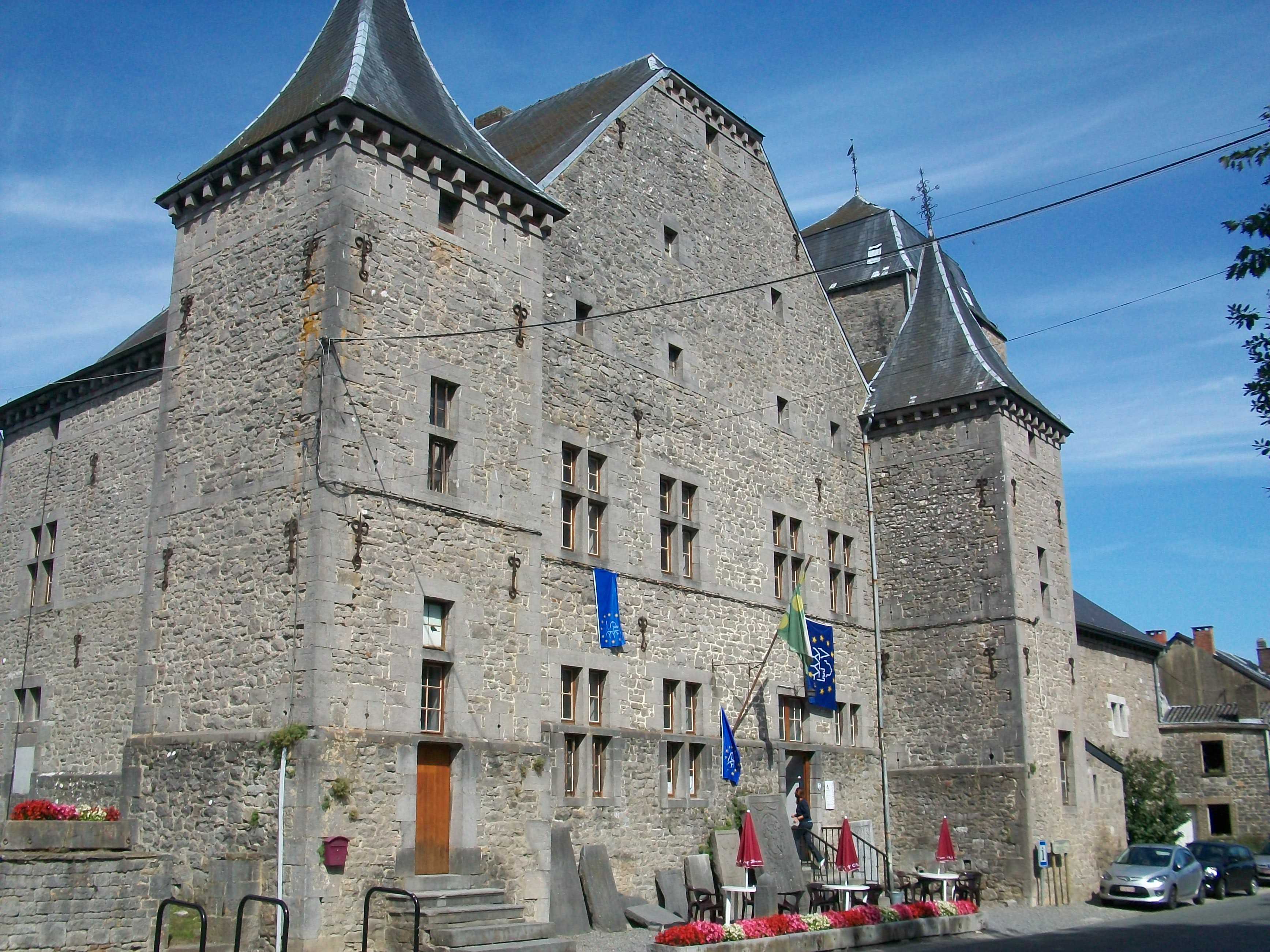
Avouerie d'Anthisnes : corps de logis.

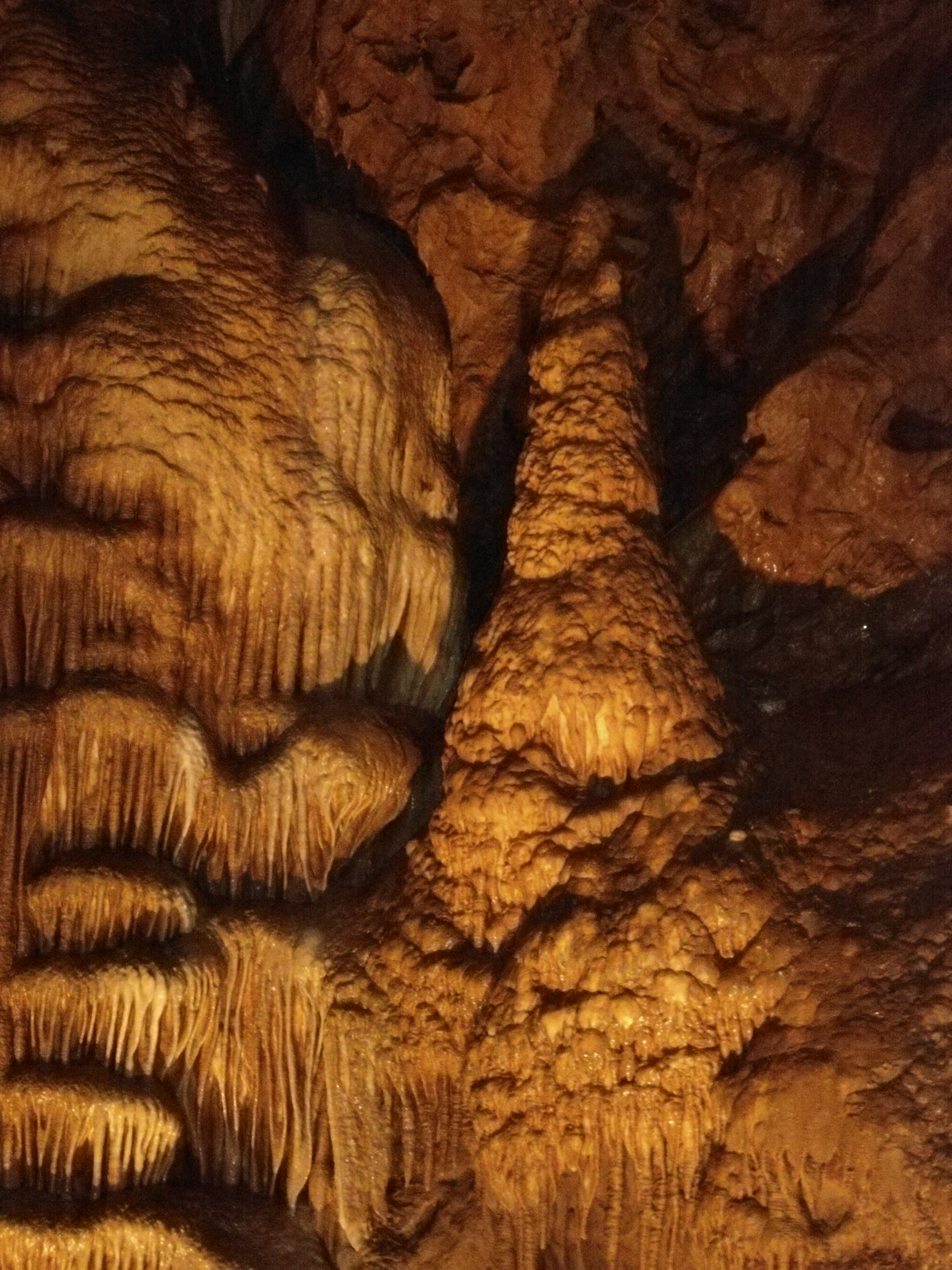
Grotte de l'Abîme à Comblain-au-Pont: draperie et statue de la Vierge.

Si le tourisme est surtout présent dans les vallées de l'Ourthe (Tilff, Esneux, Comblain-au-Pont, Comblain-la-Tour, Hamoir et Sy) et de l'Amblève (Aywaille et Remouchamps), il est aussi actif dans le reste de la région et se décline de différentes façons (hôtels de toutes catégories, centres de vacances, gîtes ruraux, chambres d'hôtes, campings). 
Plusieurs villages sont remarquables. Deigné, village fleuri, fit partie des plus beaux villages de Wallonie. Des villages de caractère construits en pierre calcaire comme My, Filot ou Ham (Esneux), en grès comme Oneux, Fraiture et Rouvreux ou encore les nombreux petits villages et hameaux ardennais comme Moulin-du-Ruy (Stoumont) méritent assurément une visite.
Les principales attractions touristiques et les musées d'Ourthe-Vesdre-Amblève se trouvent à :
- Anthisnes
  - Avouerie d'Anthisnes
- Aywaille
  - Grottes de Remouchamps (Remouchamps)
  - Monde sauvage (Deigné)
  - Musée 40-45 Mémories
  - Château de Harzé (Harzé)
    - Musée de la Meunerie et de la Boulangerie.
- Comblain-au-Pont
  - Les Découvertes de Comblain :
    - Grotte de l'Abîme,
    - Anciennes Carrières souterraines de Géromont,
    - Mur géologique de Géromont,
    - Centre d’Interprétation de la Chauve-Souris,
    - Musée du Pays d'Ourthe-Amblève.

  - Musée en plein air de la Tour Saint-Martin
- Esneux
  - Abbaye de Brialmont (Tilff)
  - Musée de l'Abeille (Tilff)
- Ferrières
  - Musée du Jouet
  - Musée de la Vie rurale (Xhoris)
  - Château de Logne et Musée du château fort de Logne (Vieuxville)
- Ouffet
  - Tour de Justice
- Sprimont
  - Musée de la Pierre
  - Centre de pélérinage de Notre-Dame de Banneux
- Stoumont
  - Musée December 1944 (La Gleize)

## Sources et liens externes
- http://www.ovatourisme.be/fr